# Area radicaria
L'Area radicaria era una piazza dell'antica Roma ubicata nella XII regione augustea.
Questa piazza era citata nei Cataloghi regionari ed è raffigurata in un frammento della Forma Urbis Severiana.
Il nome radicaria deriva probabilmente dal nome latino radix, radice, forse dovuto alla presenza di un mercato di verdure. In alternativa è stato proposto che le strutture esistenti in questa piazza appartenessero ad una stazione per il pagamento di dazi.

## Ubicazione
L'Area radicaria era situata in prossimità dell'angolo nordoccidentale delle Terme di Caracalla, appena fuori da Porta Capena, lungo la via Nova.

## Descrizione
Dalla Forma Urbis si desume che l'Area radicaria era un allargamento della Via Nova ed era parzialmente occupata da strutture, che potrebbero essere state degli altari.